# Giulio Acquaviva
Giulio Acquaviva d'Aragona (Nápoles, 1546 – Roma, 1574) fue un eclesiástico italiano, cardenal de la Iglesia católica durante el papado de Pío V.

## Vida
Nacido en Nápoles como hijo de los duques de Atri Giangirolamo Acquaviva d'Aragona y Margherita Pio di Carpi, era sobrino-nieto del cardenal Giovanni Vincenzo Acquaviva d'Aragona y sobrino del arzobispo de Cosenza Andrea Matteo Acquaviva d'Aragona y de Claudio Acquaviva, que después sería general de los jesuitas; otros dos de sus seis hermanos alcanzaron dignidades eclesiásticas: Ottavio que llegó a cardenal en 1591 y Orazio que fue obispo de Caiazzo. Un tercero, Rodolfo, martirizado en Goa, fue beatificado a finales del siglo XIX. 
Establecido en Roma y encaminado a la carrera eclesiástica, en 1566 fue nombrado referendario de los tribunales apostólicos de Justicia y Gracia, y dos años después el papa Pío V le encargó viajar a España para dar el pésame al rey Felipe II por la muerte del príncipe Carlos, e inducirle a la defensa de la inmunidad eclesiástica en el ducado de Milán, donde el gobernador español Gabriel de la Cueva disputaba con el arzobispo Carlo Borromeo por cuestiones de jurisdicción. 
A pesar de sus capacidades diplomáticas, alabadas por el nuncio permanente en Madrid Giovanni Battista Castagna, la embajada parece no haber tenido mucho éxito.
| «Es mozo muy virtuoso y de muchas letras, y de quien se puede esperar mucho servicio, porque pasará adelante en esta corte». |
| Juan de Zúñiga, embajador en Roma.                                                                                           |

Fue en el viaje de regreso a Italia en el que tomó a su servicio como camarero durante un breve periodo (entre 1569 y 1570) a Miguel de Cervantes. 
El Papa Pío V le creó cardenal diácono en el consistorio del 17 de mayo de 1570, recibiendo el capelo y el título de San Teodoro al mes siguiente. En tal condición asistió en la muerte de Pío V y fue cardenal elector en el cónclave de 1572 en que fue elegido papa Gregorio XIII.
Fallecido en 1574 en Roma a la edad de 28 años, fue sepultado en la Archibasílica de San Juan de Letrán, donde su tío el arzobispo de Cosenza mandó erigir un monumento funerario que todavía se conserva, obra de Isaia da Pisa.